# ينغفي أ. أ. لارسون
ينغفي أ. أ. لارسون (بالسويدية: Yngve Larsson)‏ هو طبيب غدد صماء وطبيب وأستاذ جامعي سويدي، ولد في 9 يناير 1917 في ستوكهولم في السويد، وتوفي في 22 مارس 2014 في ليدينيو ‏ في السويد.